# ボラジン (ステロイド)
ボラジン（英語: bolazine INN）または、2α-メチル-5α-アンドロスタン-17β-オール-3-オンアジン（英語: 2α-methyl-5α-androstan-17β-ol-3-one azine）は、ジヒドロテストステロン (DHT) 類に属する合成アンドロゲン/アナボリックステロイド (AAS) で、市場には未流通である。デポ筋肉内注射により、エステル プロドラッグ ボラジンカプロネート（商品名:
Roxilon Inject）として使用される。ボラジンは、A環のC3位でアジン基を介して結合したドロスタノロンの二量体という、特徴的な化学構造を有し、ドロスタノロンのプロドラッグとして作用すると報告されている。